# Église Saint-Rémi de Franc-Waret

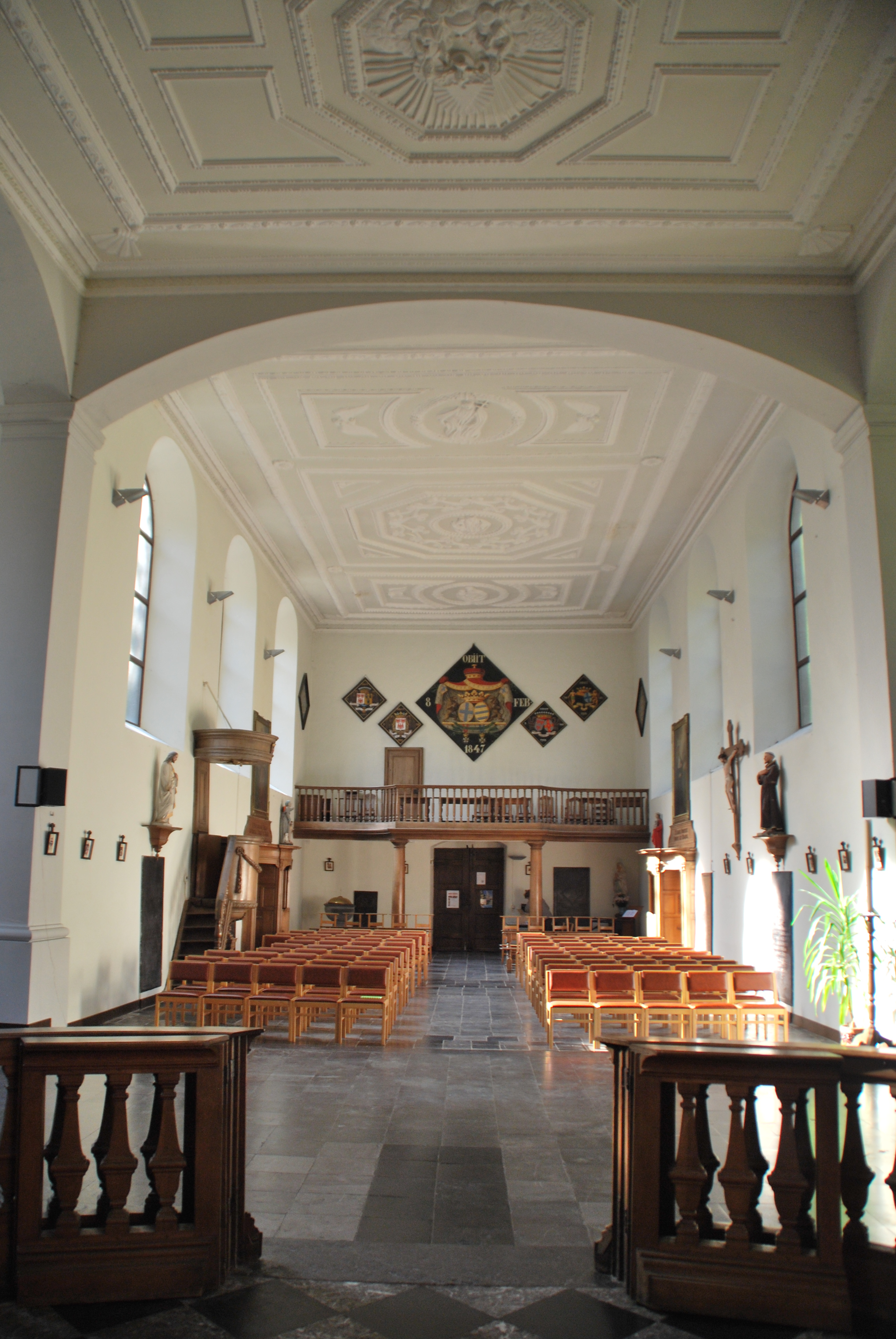
Nef de l'église Saint-Rémi de Franc-Waret vue depuis le chœur.

L’église Saint-Rémi de Franc-Waret, entourée d'un cimetière, se situe au centre du village, à une centaine de mètres du château de Franc-Waret. L'ensemble, ainsi que le presbytère situé à côté de l'église, ont été classés en 1955 par la Commission Royale des Monuments, des Sites et des Fouilles. Dès le XVIe siècle, une petite église s'élève à l'endroit de l'église actuelle. De cette période il ne subsiste que quelques pierres dans la cour du presbytère et un fragment de pierre tombale gothique datée de dans le mur de la sacristie. Au XVIIe siècle, l'église est aussi nommée «de l'Immaculée Conception».

## Histoire de l'édifice
La construction de l'église Saint-Rémi s'étale de 1664 à 1669, sous l'impulsion du Baron Paul-Jean de Groesbeeck de Franc-Waret, sur les substructions de la chapelle datant du XVIe siècle. En 1671, le Baron de Groesbeeck insère dans le sol du chœur la pierre tombale de ses parents. 
De 1888 à 1889, l'église est agrandie par l'architecte Masset. L'édifice est doté d'une nouvelle sacristie et d'un pseudo-transept, le chœur est démonté et remonté à l'identique. La marquise de Caulaincourt et la comtesse d'Andigné prêtent l'argent pour ces travaux. 
En 1903, des travaux sont entrepris d’urgence afin de consolider le plafond. Ensuite, de 1906 à 1907, deux vitraux exécutés par la fondation de Lambertine Warnier sont placés dans le chœur. Après 1918, le Comte Jean d'Andigné finance le placement d'une nouvelle toiture. À la suite de la Seconde Guerre mondiale, les vitraux sont détruits et ensuite remplacés en 1952. La même année, la couverture du clocher est remplacée.

## Description

### Plan et volumétrie générale
L'église Saint-Rémi de Franc-Waret se compose d'une tour à l'ouest, d'une mononef à trois travées et d'un chœur à trois pans. Une sacristie rectangulaire est placée sur le flanc sud du chœur. La tour carrée est divisée en trois étages accessibles par un escalier en pierre.

### Élévation extérieure
L'ensemble de l'édifice est construit sur un soubassement de plus ou moins un mètre de calcaire, la tour carrée et la nef sont en briques et en pierres bleues alors que le chœur est en calcaire. Les chaînes d'angle sont en harpe. Plusieurs pierres tombales de différents abbés de Franc-Waret sont insérées dans les murs.

La tour carrée située à l'ouest est divisée en trois étages et couronnée d'une flèche octogonale. Les premier et deuxième étages sont percés sur la face sud d'une petite baie. Le troisième étage est évidé sur chaque face  d'une baie en plein cintre sur piédroit harpé Sur la face sud, un portail à double battant et à linteau droit est surmonté des armes des Groesbeeck et d'une inscription : «  A l'honneur de Dieu, de l’Immaculée Conception de la Très Sainte Vierge Marie et de St Remy en mémoire de ses très aymez Père et Mère, mesir Jan Baron de Groisbeek et Hélaine d’Ive le révérèdsime et illustsime Seigneur Paul Jan Baron de Groisbeek Par la Grâce de Dieu, Grand Prévot de la Cathédrale et de Saint-Denis, archidiacre de Liège, seigneur de Franc-Warêt Et de Jemeppe sur Sambre at commencé à faire bastire cette Eglise le 20e de may 1664 et l’at achevé l’an 1669 A Dieu soit la lowange ». 
La nef est percée de six grandes fenêtres en plein cintre qui sont reliées par un cordon à hauteur du seuil. Le chœur à trois pans est entouré d'un cordon à larmier et éclairé par deux grandes fenêtres en plein cintre. Le toit en ardoise est bordé de corniches soutenues par des corbeaux de pierre en talon.

### Élévation intérieure

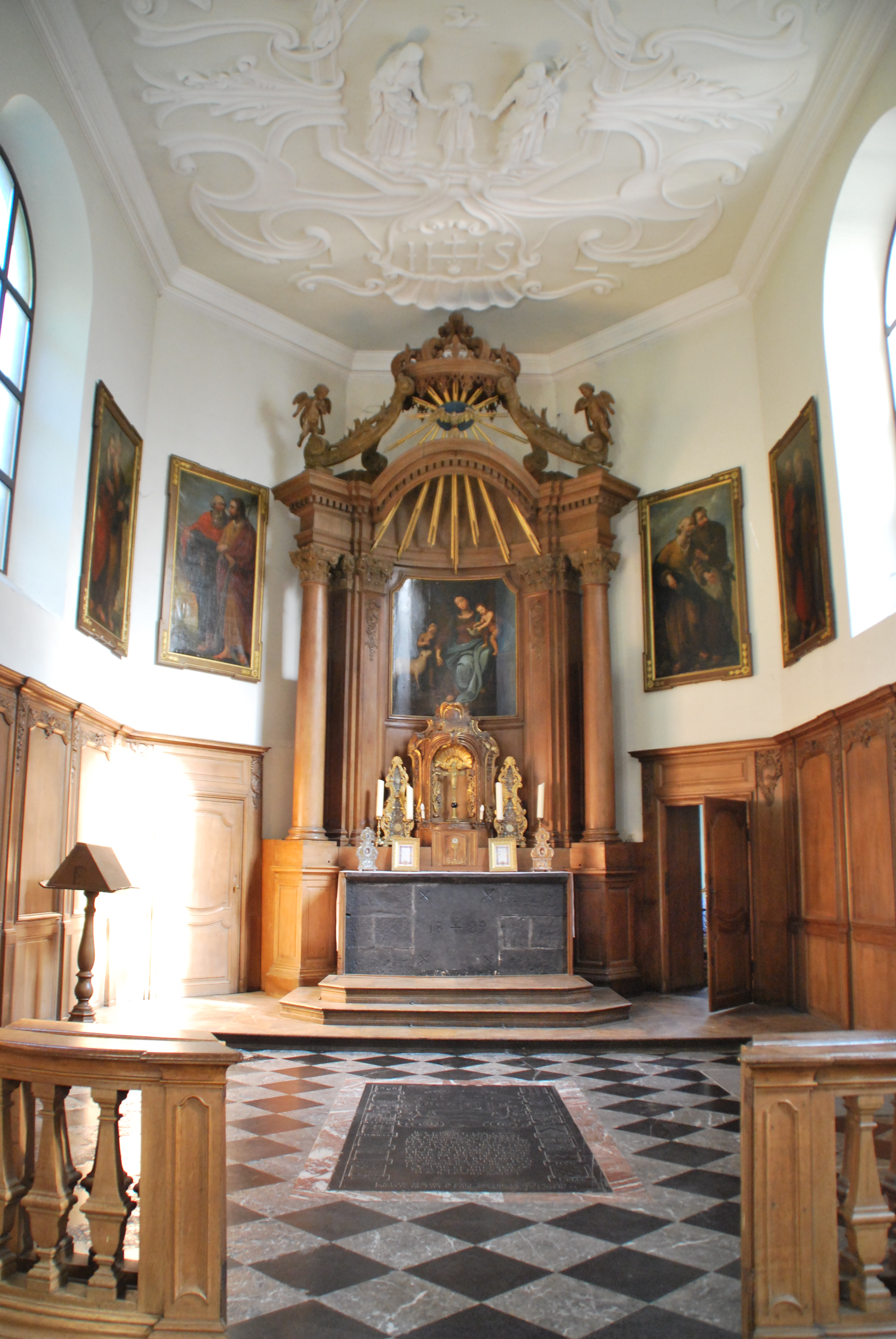
Chœur de l'église Saint-Rémi de Franc-Waret vu depuis la nef.

Les murs sont animés d'une série de pierres tombales appartenant à la famille de Groesbeeck et aux différents abbés de Franc-Waret. La voûte plate de la nef et du chœur est décorée de scènes bibliques en stucs.
Le porche dallé s'ouvre sur la nef par une lourde porte de bois à deux battants. Un escalier en pierre mène aux différents étages de la tour carrée. Au premier étage, on accède par une petite porte à un jubé daté de 1756 donnant sur la nef et supporté par deux colonnes en bois.
Le plafond de la nef est divisé en trois registres décorés de scènes placées dans des médaillons. D'abord, en partant de l'entrée vers le chœur, l'éducation de la Vierge par sainte Anne, ensuite une Vierge à l'Enfant et enfin le Christ triomphant. Les scènes entourant la Vierge à l'Enfant sont encadrées de deux angelots. Le sol est composé d'un dallage irrégulier au niveau des coloris variant du noir au gris et au niveau de la disposition.
Le chœur est surélevé par rapport au reste de l'église. La voûte est ornée de hauts reliefs en stuc représentant la Sainte Famille entourée de multiples volutes, de grappes de raisin et d'autres motifs décoratifs. Le sol se compose d'un dallage de marbre alternant régulièrement des tons gris foncé et noir, au centre se situe une pierre tombale de la famille de Groesbeeck, plus précisément des parents du fondateur, datant de 1671.

## Style
Aucun auteur ne mentionne de style de l'église de Franc-Waret hormis Ernest Tonet qui qualifie l'église «sans style architectural».

## Patrimoine
Patrimoine classé (1955, Ensemble formé par l'église Saint-Remi, le cimetière, le presbytère et leurs abords, à Franc-Waret, no 92138-CLT-0004-01)